# 中国人民解放軍国防科技大学
中国人民解放軍国防科技大学（ちゅうごくじんみんかいほうぐん こくぼうかぎだいがく、略称: 国防科技大）は、中国人民解放軍の高級教育機関である。湖南省長沙市開福区に所在する。英語略称は「NUDT」。

## 概観

### 大学全体
中央軍事委員会直属の唯一の全国重点大学であり、中国の211工程、985工程にも選ばれている。
2014年現在はおよそ1万4000学生が在籍している。そのうち学部生の数は約8400人、大学院生は約5600である。

### 教育および研究
教育および研究のレベルは国内トップだが、多数の研究情報が公開されていないため、一般の大学ランキングに掲載されていない。
民間団体の中国校友会網が発表した中国一流大学名簿によると、清華大学、北京大学、中国科学院大学に並び、中国に4つだけの「七つ星」の大学である。
また、中華人民共和国教育部が発表したランク付けによると、下記の10の分野における実力が中国トップ10に入った。
| 分野名           | 国内ランク |
| ---------------- | ---------- |
| ソフトウェア工学 | 1          |
| コンピュータ科学 | 2          |
| 航空宇宙科学     | 2          |
| システム工学     | 3          |
| 光工学           | 4          |
| 経営管理学       | 5          |
| 科学史           | 6          |
| 情報通信工学     | 7          |
| 機械工学         | 9          |
| 制御工学         | 10         |

## 沿革
1953年に中国人民解放軍軍事工程学院として設立。1966年までこの名だったが、複数改名の後に文化大革命時に一旦消滅。
1978年に国防科学技術大学として復活。
2000年11月29日、日本で有名な人型二足歩行ロボットの先行者を開発する。
2010年11月から2011年6月まで同大学の天河一号がTOP500でスーパーコンピューター世界1位を記録していた。
2014年6月23日、ドイツ・ライプツィヒで開催中のHPC国際会議「ISC’14」で最新のランキングで、Xeon Phiを搭載する「天河二号」が前回、前々回に引き続き首位を守った。実行性能は33.86ペタFLOPSで、1年前と同等である。
2016年4月21日、中国初の警備ロボット「AnBot」を開発する。このロボットは天河二号とクラウドで連携しており、スタンガンで武装しており、顔認識を行って中国の空港でのパトロールなどに利用されている。
2017年7月、国防科学技術大学から国防科技大学と改名した。

## 機構
- 校長
- 政治委員
- 副校長×3人
- 副政治委員×2人

### 内部部局
- 訓練部
- 政治部
- 科研部
- 校務部

### 学院
9つの学院（日本の学部に相当する）を置く。
- 航天科学与工程学院 - 航空宇宙工学
- 理学院 - 理学
- 機電工程与自動化学院 - メカトロニクス・自動化
- 電子科学与工程学院 - 電子工学
- 信息系統与管理学院 - 情報システム・管理
- 計算機学院 - 計算機科学
- 光電科学与工程学院
- 人文与社会科学学院 - 人文・社会科学
- 指揮軍官基礎教育学院 - 指揮官教育

## 歴代学長
1. 張衍（1978.9 - 1983.12）
2. 張良起（1983.12 - 1990.6）
3. 陳啓智（1990.6 - 1994.2）
4. 郭桂蓉（1994.2 - 1996.7）
5. 温熙森（1996.7 - 2008.7)
6. 張育林（2008.7 - 2011.6)
7. 楊学軍（2011.6 - )

## 歴代政治委員
1. 李東野 (1978.12 - 1983.12)
2. 汪浩 (1983.12 - 1990.6)
3. 劉中山 (1990.6 - 1994.2)
4. 趙吉祥 (1994.2 - 1999.4)
5. 遅万春 (1999.4 - 2003.3)
6. 黄献中 (2003.3 - 2005.12)
7. 徐一天 (2005.12  - 2010.7)
8. 王建偉 (2010.7  - )